# Степук, Семён Ефимович
Семён Ефимович Степук (1911—1988) — капитан МВД СССР, участник Великой Отечественной войны, Герой Советского Союза (1944).

## Биография
Родился 26 января 1911 года в деревне Городище (ныне — Петриковский район Гомельской области Белоруссии). Окончил Гомельский строительный техникум. В 1930—1936 годах проходил службу в Рабоче-крестьянской Красной Армии. Демобилизовавшись, работал в органах НКВД СССР. В июне 1941 года повторно был призван в армию и направлен на фронт Великой Отечественной войны. В 1942 году он окончил курсы младших лейтенантов.
К ноябрю 1943 года старший лейтенант командовал ротой автоматчиков 520-го стрелкового полка 167-й стрелковой дивизии 38-й армии 1-го Украинского фронта. Отличился во время освобождения Киева. 3-5 ноября 1943 года рота под командованием Семёна Степука успешно действовала во время боёв за Пущу-Водицу и Святошино, нанеся противнику большие потери.
Указом Президиума Верховного Совета СССР «О присвоении звания Героя Советского Союза генералам, офицерскому, сержантскому и рядовому составу Красной Армии» от 10 января 1944 года за «образцовое выполнение боевых заданий командования на фронте борьбы с немецко-фашистскими захватчиками и проявленные при этом отвагу и геройство» был удостоен высокого звания Героя Советского Союза с вручением ордена Ленина и медали «Золотая Звезда».
В 1947—1960 годах вновь работал в органах МВД СССР, был уволен в запас в звании капитана. Проживал в Минске. Скончался 11 марта 1988 года.
Был также награждён орденами Красного Знамени, Александра Невского и Отечественной войны 1-й степени, рядом медалей.